# Sangole
Sangole è una città dell'India di 28.103 abitanti, situata nel distretto di Solapur, nello stato federato del Maharashtra. In base al numero di abitanti la città rientra nella classe III (da 20.000 a 49.999 persone).

## Geografia fisica
La città è situata a 17° 25' 60 N e 75° 12' 0 E e ha un'altitudine di 518 m s.l.m..

## Società

### Evoluzione demografica
Al censimento del 2001 la popolazione di Sangole assommava a 28.103 persone, delle quali 14.549 maschi e 13.554 femmine. I bambini di età inferiore o uguale ai sei anni assommavano a 3.995, dei quali 2.088 maschi e 1.907 femmine. Infine, coloro che erano in grado di saper almeno leggere e scrivere erano 19.068, dei quali 10.851 maschi e 8.217 femmine.